# 長束助信
長束 助信（なつか すけのぶ）は、江戸時代前期の武士。豊前国小倉藩士。

## 生涯
天正17年（1589年）、長束正家の嫡男として誕生。水口城在城時、細川藤孝の外孫・徳雲院を娶る。
慶長5年（1600年）の関ヶ原の戦いの折には、正室の実家に難を避け、さらに藤孝の居城である田辺城へ匿われた。
細川家の豊前小倉への入国後に細川忠興に召し出されて500石で仕え、田中半左衛門と改名した。子孫は田中姓を名乗り、別名として長束姓を用い、複数の家系に分かれて肥後の地で明治に至った。
徳雲院との間には他に一女があり、荒木村重の孫・克之の正室となっている。